# Cristóbal Ramas
Cristóbal Ramas (Cebu, 15 febbraio 1935) è un ex cestista filippino.

## Carriera
Con le Filippine ha disputato i Giochi olimpici di Roma 1960.